# Kaartenbak

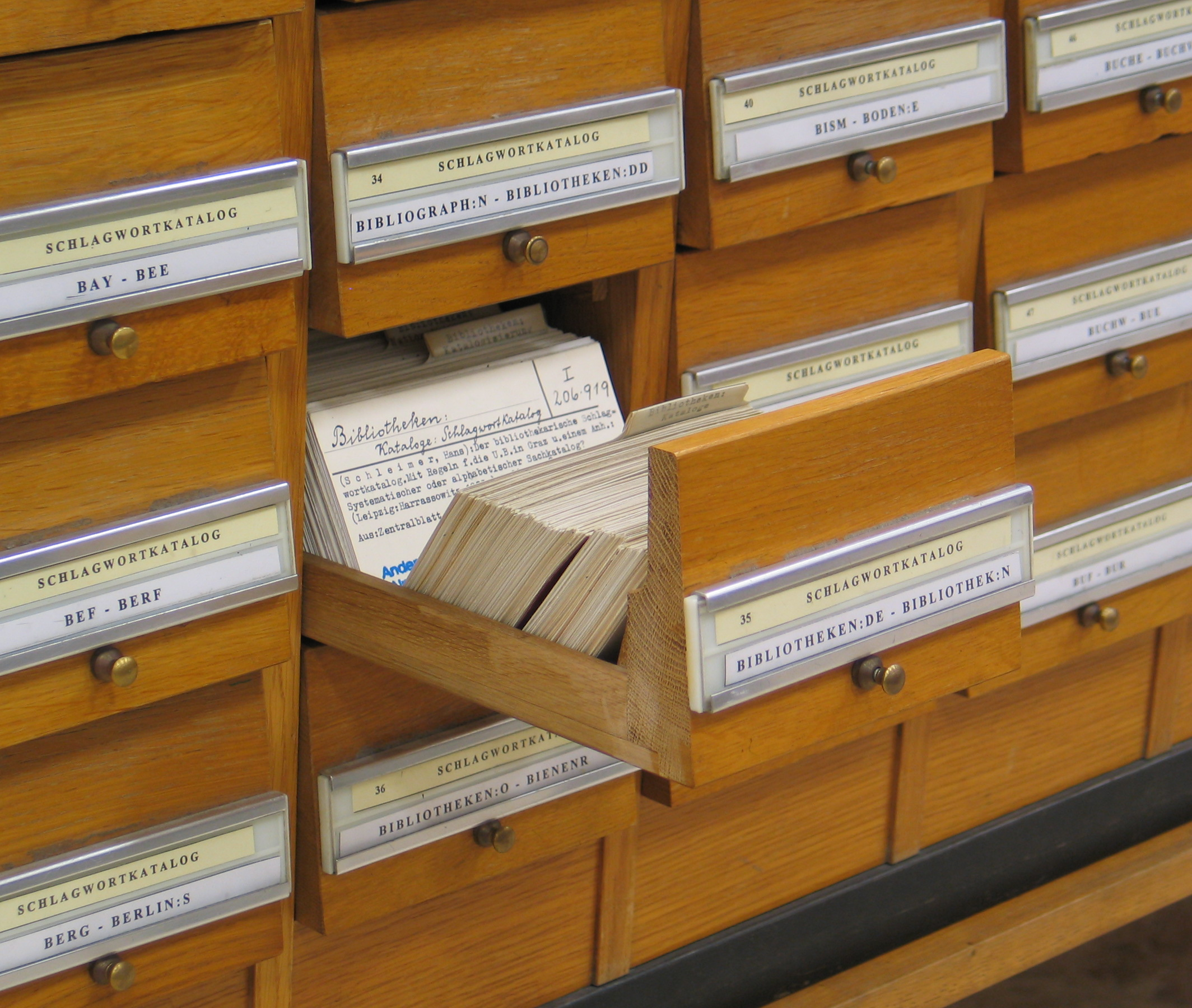
Voorbeeld van een kaartenbak

Een kaartenbak, kaartsysteem of fichebak (uit het Frans, fiche: steekkaart) is een niet-digitaal gegevensbestand.

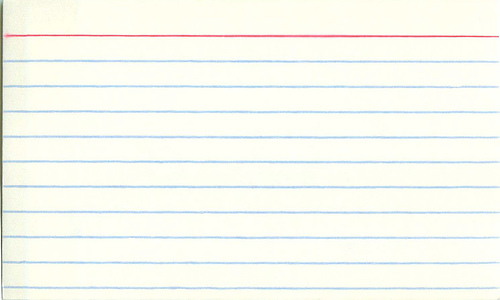
Gelinieerde fiche van 3×5 inch (ca. 8×13 cm)

Vóór de komst van de computer werden gegevens over bijvoorbeeld personen, boeken, instellingen bijgehouden op steekkaarten in een kaartenbak of eventueel op microfiches). Tussen de steekkaarten werden tabkaarten aangebracht om een eerste indeling te maken, bijvoorbeeld waar een letter begint. Deze tabkaarten waren van hetzelfde formaat als de andere kaarten, maar hadden een omhoogstekend deeltje, waarop de indeling (bijvoorbeeld de letter) afgebeeld stond. Soms werden die tabkaarten vervangen door een klepje of ruitertje op de eerste steekkaart van een nieuwe letter te bevestigen.
In overdrachtelijke zin gebruikt men ook na de komst van de computer soms nog fiche of steekkaart voor een beknopte beschrijving van een persoon, instelling of een product, zoals een wijnvariëteit bijvoorbeeld: Steekkaart van Château Corbin.

## Voorbeelden
- Een bibliotheekcatalogus bestond uit een reeks kaartenbakken waarin van elk boek een steekkaart werd bijgehouden. De steekkaart vermeldde onder meer auteur, titel, gegevens over de uitgave (uitgever, plaats, datum, enz.) en plaats in de bibliotheek. Meestal werden er van elk boek meerdere steekkaarten opgesteld, om zowel op auteur als op titel te zoeken.
- Geheime diensten hielden een papieren steekkaartensysteem bij over personen en organisaties waarover ze inlichtingen inwonnen.
- Op krantenredacties en in uitgeverijen werden steekkaarten bijgehouden over de schrijfwijze van vreemde (eigen)namen, om die consequent altijd op dezelfde manier te gebruiken.
- De Muschart-collectie van het Nederlands Centrum voor familiegeschiedenis (Centraal Bureau voor Genealogie), bestaande uit 150.000 handgeschreven fiches met beschrijvingen van wapens.